# Misool
Misool è una delle quattro isole principali del gruppo delle Isole Raja Ampat, situato nella provincia indonesiana di Papua sud-occidentale (in passato Irian Jaya Occidentale). Ricopre un'area di 2034 km². La sua cima più elevata raggiunge i 535 m; le città principali sono Waigama, sulla costa settentrionale, e Lilinta.
Tra le altre isole principali al largo dell'estremità occidentale del Papua sud-occidentale ricordiamo Salawati, Batanta, Kofiau e Waigeo.

## Fauna
Pur essendo piuttosto piccola, l'isola di Misool ospita una fauna numerosa. Tra le specie che vi si possono incontrare ricordiamo il bandicoot spinoso comune (Echymipera kalubu), il bandicoot spinoso nasuto (Echymipera rufescens), il wallaby bruno (Dorcopsis muelleri), il cusco comune settentrionale (Phalanger orientalis), il cusco macchiato comune (Spilocuscus maculatus), il petauro dello zucchero (Petaurus breviceps), il pipistrello del nettare dalla lingua lunga (Macroglossus minimus), il pipistrello della frutta dal naso a tubo dalla banda larga (Nyctimene aello), la volpe volante dagli occhiali (Pteropus conspicillatus), il pipistrello dal tridente di Temminck (Aselliscus tricuspidatus) e il pipistrello papua minore (Pipistrellus papuanus). Nelle acque si incontra il pesce arcobaleno di Misool (Melanotaenia misoolensis), una specie endemica.